# Graphania chlorodontella
Graphania chlorodontella là một loài bướm đêm trong họ Noctuidae.